# Карпатська група говорів

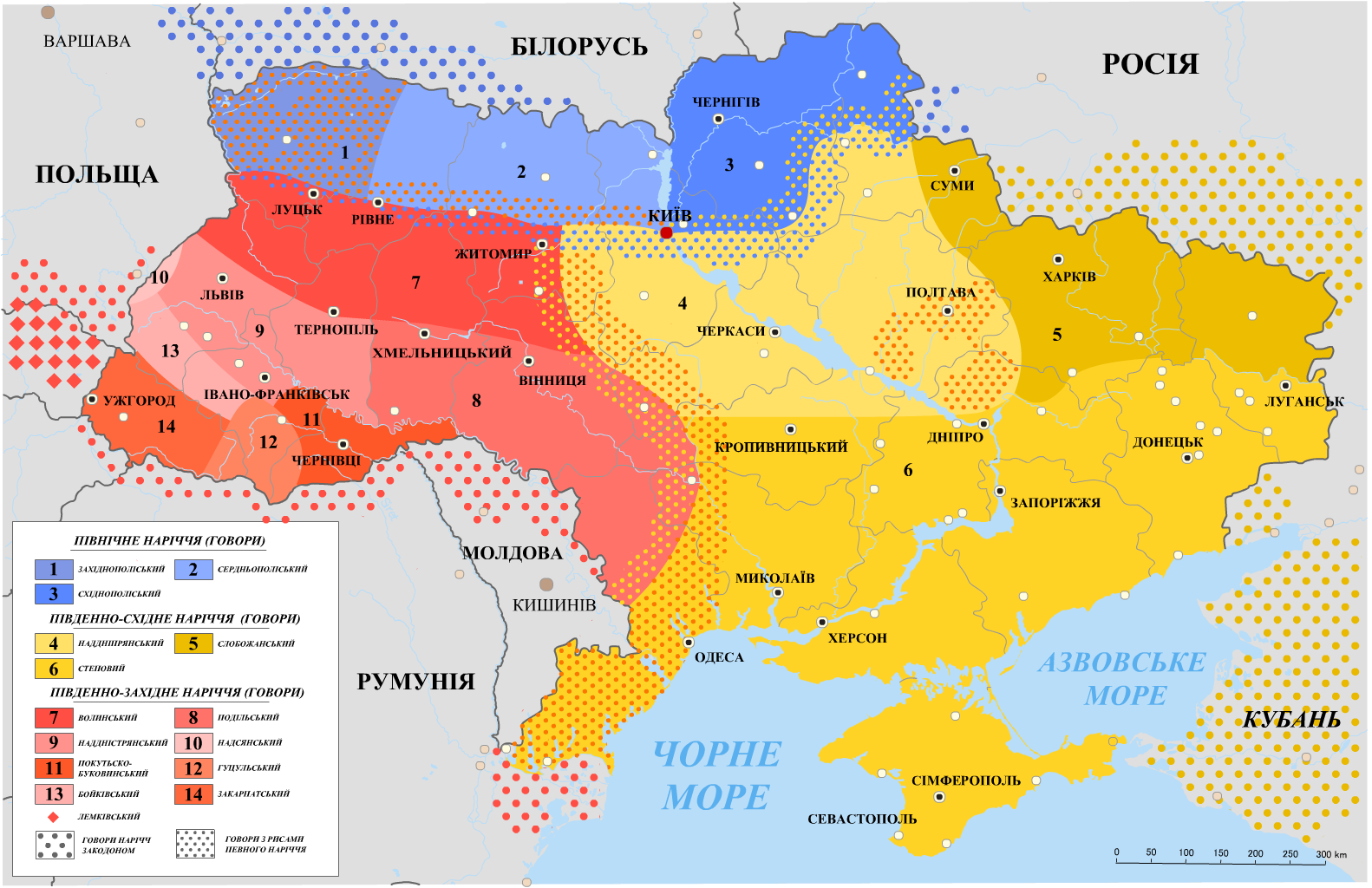
Поширення карпатської групи говорів на мапі говорів і наріч української мови позначено цифрами 13, 14

Карпатська група говорів (карпатський говір) — одна із груп говорів, які входять до південно-західного наріччя української мови. Південно-західні наріччя поширені на території південно-західної України. Сформувалися ці говори на основі східнослов’янських діалектів південного заходу Київської Русі.

## Область поширення
До ареалу карпатських говірок входять гірські райони західної України (значна частина Закарпатської області, південь Львівської області та захід Івано-Франківської області), прикордонні з Україною гірські райони Польщі та Словаччини. У даний ареал входять різні історико-етнографічні області, такі, як Лемківщина, Пряшівщина, Верховина, Бойківщина та інші. Носіями карпатських говірок є представниками кількох карпатських етнографічних груп – долиняни, лемки, бойки.

## Поділ на говори
Карпатські говірки мають дві смуги:
1. Північно-карпатську — на північних схилах Карпат — лемківські (галицьких лемків) та бойківські говірки;
2. Південнокарпатську — лемківські (в Східній Словаччині) і закарпатські говірки.

Карпатську групу говорів поділяють на три типи:
- Лемківський (західнокарпатський) — говір південно-західного наріччя української мови. Складається з двох діалектних масивів. Основний — на південних схилах Карпат від річки Попрад (У Словаччині) і до річки Лабірець. На північних схилах Карпат живуть так звані галицькі лемки —  приблизно на схід від правобережжя Попраду і до річки Ослави (притоки Сяну)[2].
- Бойківський (північнокарпатський) — говір південно-західного наріччя української мови. Поширений у гірських районах Львівської області та південно-західній частині гірських районів Івано-Франківської (до р. Лімниці) областей[3]
- Закарпатський (західнокарпатський) — говір південно-західного наріччя української мови. Поширюється у Закарпатській області від р. Шопурки.

У межах закарпатського говору діалектологи виділяють чотири говіркові групи:
- східнозакарпатські говірки (тересвянсько-річанські, східномарамороські, марамороські);
- центральнозакарпатські (надборжавсько-латорицькі, березькі, боржавські);
- західнозакарпатські (ужанськолаборецькі, ужанські й східноземплинські);
- північнозакарпатські (верховинські)[4] .